# Manuel Rancés y Villanueva
Manuel Rancés y Villanueva, né à Cadix en 1824 et mort à Ciudad Real en 1897, est un homme politique espagnol. Ministre plénipotentiaire dans plusieurs pays, il est aussi sénateur, député et journaliste. Il possède le titre de marquis de Casa Layglesia, et a été un temps gouverneur de sa ville natale. 

## Source
- (es) Cet article est partiellement ou en totalité issu de l’article de Wikipédia en espagnol intitulé « Manuel Rancés y Villanueva » (voir la liste des auteurs).